# Luminal (Tenedle)
Luminal è il secondo album in studio del musicista italiano Tenedle, prodotto dallo stesso Tenedle e pubblicato l'11 febbraio 2005 da Rayboom - Udu Records.

## Tracce
Testi e musiche di Tenedle.
1. La scatola
2. Molotov kid
3. Schizoide
4. Prima del suicidio
5. La crisi
6. Il più forte
7. Mostri
8. Cose da non ricordare
9. Luminal
10. Bibbie luminose
11. Testaperta
12. L'insegnante